# Centro de Convenciones de Puerto Rico
El Centro de Convenciones de Puerto Rico (CCPR), nombre oficial «Centro de Convenciones de Puerto Rico Dr. Pedro Rosselló González», es un centro de convenciones ubicado en Isla Grande (recientemente nombrado el «Distrito del Centro de Convenciones»), en San Juan, Puerto Rico propiedad de la Autoridad del distrito de Convenciones de Puerto Rico, una agencia del Gobierno de Puerto Rico, y es administrado por SMG. Diseñado por Tvsdesign, es el centro de convenciones más grande del Caribe y uno de los más avanzados tecnológicamente en las Américas.  El centro de convenciones incluye una Sala de exposiciones de 14 100 m² (152 000 pies cuadrados)  que tiene capacidad para 16 965 personas y un salón de baile de 3670 m² (39 500 pies cuadrados) con capacidad para 4158 personas.

## Diseño arquitectónico
El diseño del Centro de Convenciones fue inspirado por el océano. Tiene un techo característico que imita una ola, y el tema del océano continúa en toda la instalación, incluyendo detalles como alfombras diseñadas a medida y tiradores de puertas.

## Ubicación
El CCPR se encuentra en la península de San Juan, en el «Distrito del Centro de Convenciones» en lo que solía ser una base naval de los EE. UU. en Isla Grande. El CCPR está ubicado convenientemente al lado del Aeropuerto de Isla Grande y en las terminales de cruceros «Pan American Pier» del Puerto de San Juan.

## Instalaciones y servicios

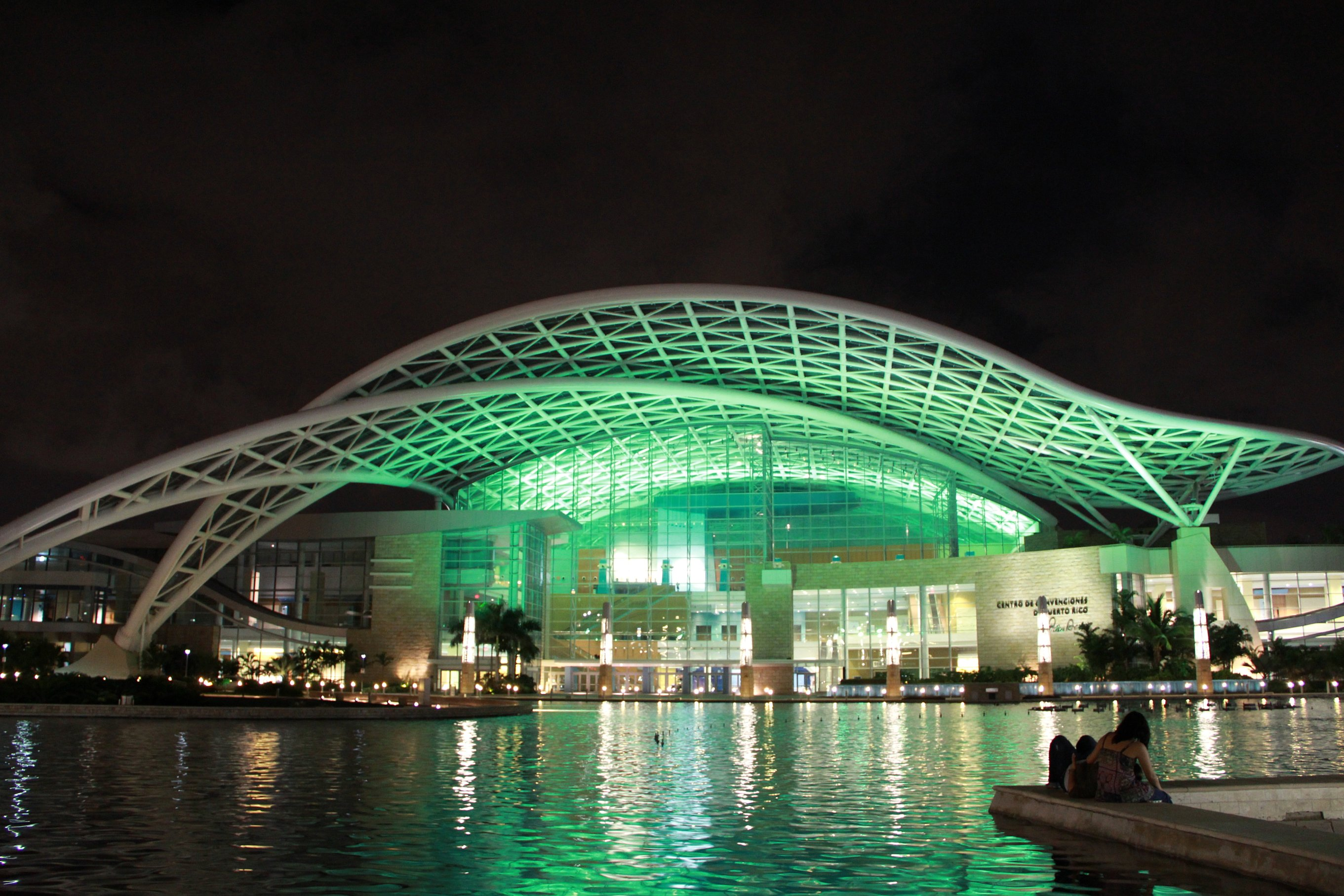
Vista nocturna del Centro de Convenciones de Puerto Rico

El centro de convenciones tiene capacidad para grupos de hasta 25 000 personas con un espacio total de 55 742 m² (600 000 pies cuadrados) y 14 190 m² (152 700 pies cuadrados) de exhibición total espacio subdividido en tres salas, todas en un solo nivel. El centro tiene estacionamientos adyacentes con una capacidad total de 1,800 vehículos, aunque esto se puede aumentar en el futuro.
La instalación puede proporcionar conectividad de banda ancha e Internet inalámbrica, videoconferencia y interpretación simultánea de idiomas, entre otros en todo el centro. Todas las salas de reuniones y salones de baile están equipados con conexión y capacidades Ethernet. También tiene un centro de negocios que ayuda a los huéspedes de negocios y asistentes al proporcionar alquiler de computadoras y máquinas de escribir, impresión, servicio de secretaría, copiado, transmisión y recepción de fax, envío de paquetes, productos de oficina y otros servicios. Una Oficina Central de Seguridad se encuentra dentro del centro. El Centro también cuenta con servicios de cáterin, concesiones y limpieza para todas las actividades.

## Distrito del Centro de Convenciones
El CCPR es parte del Distrito de Centro de Convenciones de Puerto Rico que sigue desarrollándose (plan maestro por Sasaki Associates), que incluye un hotel, un edificio residencial de 96 unidades, edificios de oficinas con 15 000 m² (50 000 pies) de espacio comercial, un complejo comercial y de entretenimiento, un cine, cafés frente al mar, restaurantes y espacios públicos.

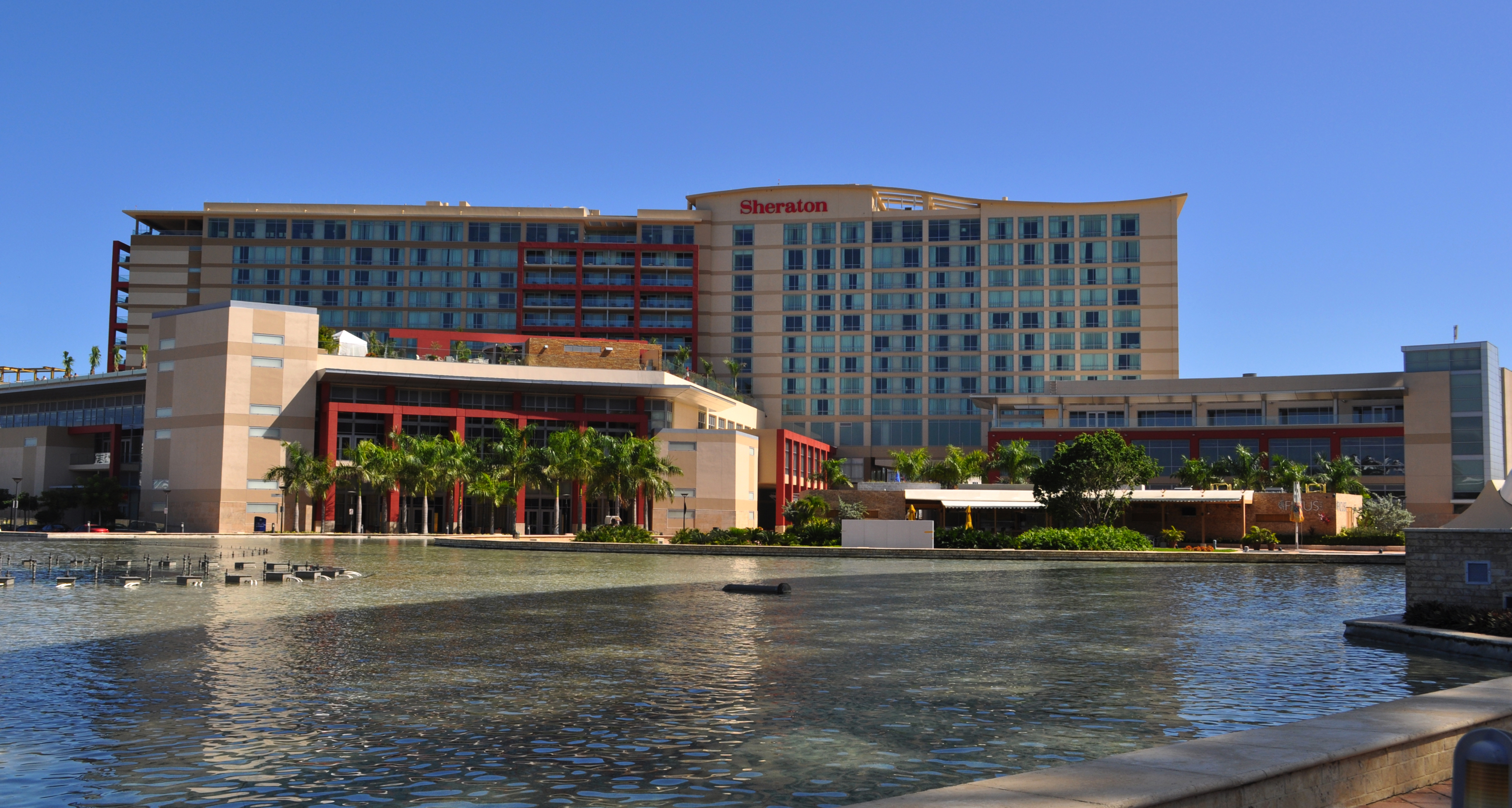
Sheraton Puerto Rico Hotel & Casino en el Distrito del Centro de Convenciones

El proyecto principal es el hotel ancla, que comenzó a construirse el 28 de agosto de 2006 y se inauguró en 2009. El hotel fue diseñado bajo la idea de un «complejo urbano», y cuenta con un casino, salones de baile, un music hall, restaurantes y 500 habitaciones. Su característica principal es una piscina en la azotea con cabañas, jardines tropicales y vistas del Viejo San Juan y el Puerto de San Juan.
El gobierno puertorriqueño seleccionó a Starwood Hotels & Resorts Worldwide, bajo su bandera Sheraton, para operar la instalación reportada de USD $209 millones, conocida como Sheraton Puerto Rico Hotel & Casino.